# Masoumeh Ebtekar
Masoumeh Ebtekar (persan : معصومه ابتکار), née le 20 septembre 1960 à Téhéran, est une immunologiste et femme politique iranienne.
À la tête du département iranien de l'environnement en Iran pendant l'administration du président Mohammad Khatami, de 1997 à 2005, elle est la première femme nommée à la vice-présidence de la république d'Iran, après l'élection de Hassan Rouhani, en 2013, et reprend à ce moment-là la direction du département iranien de l'Environnement puis, en 2017, elle est nommée à la vice-présidence de l'Iran chargée des Femmes et des Affaires familiales.
Ebtekar est aussi connue pour avoir été le porte-parole des étudiants qui ont occupé l'ambassade américaine pendant la crise des otages en Iran, en 1979-1980, et comme critique de l'oppression des talibans sur les femmes. 
Elle est membre du Front de participation à l'Iran islamique, un parti réformiste. Elle est aussi la directrice du Centre pour la paix et l'environnement (CPE).

## Biographie

### Jeunesse, études et vie privée
Masoumeh Ebtekar est diplômée avec un BSc degree en sciences en laboratoire de l'université Shahid Beheshti. Elle est également titulaire d'un Ph.D. en immunologie obtenu à l'université Tarbiat Modares en 1995, où elle enseigne toujours.
Le 27 février 2020, elle est testée positive au COVID-19.

### Rôle dans la prise d'otage en Iran
Pendant la crise de la prise d'otage en Iran de 1979, Ebtekar est la porte-parole des étudiants qui occupent l'ambassade américaine. Surnommée « Screaming Mary » par la presse américaine, elle est choisie pour sa maîtrise de l'anglais en tant que porte-parole des étudiants qui détiennent 52 otages américains au siège de l'ambassade américaine.
Ebtekar écrit un récit de cette histoire avec Fred A. Reed intitulé Takeover in Tehran, qui parait en 2000  (ISBN 0-88922-443-9), par Talonbooks.

### Carrière politique
Plus tard en 1981, elle devint rédactrice en chef du quotidien anglais Kayhan International, choisi par Khatami pour représenter l'Ayatollah Khomeini au Kayhan Institute. Elle occupe cette fonction jusqu'en 1983. Jusqu'en 1995, elle est directrice du Farzaneh, journal pour l'étude des femmes. 
Elle reçoit le prix « Programme des Nations unies pour l'environnement : Le Champion de la Terre » en 2006.